# فيكتوريا ويلكينسون
فيكتوريا ويلكينسون (بالإنجليزية: Victoria Wilkinson)‏ هي عدائة المسافات المتوسطة بريطانية، ولدت في 19 أغسطس 1978.

## روابط خارجية
- فيكتوريا ويلكينسون على موقع ThePowerOf10.info (الإنجليزية)
- فيكتوريا ويلكينسون على موقع رابطة إحصائيات سباق الطريق (الإنجليزية)
- فيكتوريا ويلكينسون على موقع الرابطة الدولية لركض المسار (الإنجليزية)